# Erčege
Erčege (cyr. Ерчеге) – wieś w Serbii, w okręgu morawickim, w gminie Ivanjica. W 2011 roku liczyła 149 mieszkańców.